# Paseo Stadium
Paseo Stadium – stadion baseballowy w Hagåtñie w Guamie. Może pomieścić 5000 osób. Mieści się przy Paseo Park.